# Луїджі Алоїзій Колла
Луїджі Алоїзій Колла (1766–1848) — адвокат, італійський політик та ботанік кінця 18-го, початку 19-го століть.
Батько — Джованні Маріа (італ. Giovanni Maria), мати — Капелло Фелісіта (італ. Cappello Felicita), дружина — Цапеллоні Фортуната (італ. Zappelloni Fortunata), діти — син Арнальдо (італ. Arnaldo), адвокат.

## Біографія
Луїджі Алоїзій Колла був членом Тимчасового уряду Савої (англ. Provisional Government of Savoy) з 12 грудня 1798 по 2 квітня 1799, виконуючи роль голови уряду. У 1820 році Колла описав два види, Musa balbisiana та Musa acuminata, які є базисом для майже всіх культивованих бананів. З 30 липня 1822 року Колла був член-кореспондентом Академії природничих наук Філадельфії (англ. Philadelphia Academy of Natural Sciences).

## Політична діяльність
- Член тимчасового уряду Савої[4]
- Сенатор регіону Сардинія. Призначений на посаду 03.04.1848, підтверджений на посаді 10.05.1848, інавгурація 08.05.1848[3]

## Посади і титули[3]
- Член Академії сільського господарства Турина з 17 січня 1811 року
- Віце-президент Академії сільського господарства Турина 1814–1815 роки
- Член Академії (італ. Socio nazionale residente) наук Турина з 21 листопада 1819 року
- Член-кореспондент аграрно-економічного Товариства Кальярі 1852–1859 роки

## Нагороди
- Кавалер Ордену Святих Маврикія та Лазаря 1844

- Командор Ордену Святих Маврикія та Лазаря